# Гопнер Давид Юліанович
Давид Юліанович Гопнер (рос. Давид Юльевич Гопнер) (1884, Херсон — 10 лютого 1925, Ашгабат) — російський радянський дипломат. Генеральний консул РРФСР в Харкові (Українська Держава) (1918).

## Життєпис
Народився у 1884 році в українському місті Херсон. Працював токарем, електротехніком, бухгалтером. У 1900 році вступив до РСДРП.
У 1913 − 1917 рр. — знаходився в еміграції.
У 1918 році — завідувач українським відділом НКЗС РСФРР.
У 1918 році — призначений Генеральним консулом РРФСР в Харкові (Українська Держава).
У 1919 році — уповноважений РНК РРФСР при РНК Української Радянської Республіки, уповноважений РНК РРФСР при РНК РСР Литви і Білорусі.
З січня 1920 року — член колегії Відділу зовнішніх зносин при Туркестанській комісії ВЦВК і РНК РРФСР.
З 14 квітня 1920 року по липень 1921 року — уповноважений Народного комісаріату закордонних справ РРФСР по Середній Азії.
У 1920 році — голова Виконавчого бюро Ради інтернаціональної пропаганди на Сході.
У 1921 році — вступив до РКП(б).
У 1921 році — радник Місії РРФСР в Персії.
З 14 червня по 1 грудня 1922 року — повноважний представник РРФСР в Хорезмі.
З березня 1924 року — в розпорядженні Туркестанського бюро ЦК РКП(б), заступник завідувача Відділом юстиції Туркменського революційного комітету.
До 10 лютого 1925 року — прокурор Туркменської РСР, заступник народного комісара юстиції Туркменської РСР.
10 лютого 1925 року помер в Полторацькі.